# Champions of Regnum
 (mars 2020).
Si vous disposez d'ouvrages ou d'articles de référence ou si vous connaissez des sites web de qualité traitant du thème abordé ici, merci de compléter l'article en donnant les références utiles à sa vérifiabilité et en les liant à la section « Notes et références ».
Pour les articles homonymes, voir Champions (homonymie).
Champions of Regnum (anciennement connu sous le nom de Regnum Online) est un jeu de rôle en ligne massivement multijoueur développé par NGD Studios, un studio de développement de jeux vidéo situé en Argentine.
En plus du développement du personnage habituel dans d'autres jeux du même type tels les combats contre des monstres, le jeu est centré sur le conflit opposant trois royaumes : chaque joueur y prend part en s'opposant aux personnages des factions ennemies et en capturant châteaux et forteresses.
Le nom Regnum signifie royaume en Latin, et est également un rappel à l'un des premiers jeux publié en Argentine par l'un des membres de l'équipe, déjà nommé Regnum. Il est fréquemment abrégé en RO ou ROL, ce qui signifie également en Espagnol rôle, comme dans jeu de rôle. La phase de développement Bêta a officiellement pris fin le 24 mai 2007.
Le jeu a enregistré plus de 60 000 utilisateurs (avril 2007) et a été cité dans des journaux locaux, programmes TV et sur des sites consacrés aux jeux vidéo (voir Liens externes). Regnum Online a également reçu une distinction Sapo Award en tant que meilleur jeu multijoueur en Argentine au cours de la EVA 06 (une exposition nationale de jeux vidéo) en 2006.

## Univers
Il y a trois royaumes disponibles au choix pour le joueur. Chaque royaume dispose de quatre races de personnages (dont une commune à tous, les lamai), pour un total de 10 races (trois d'entre elles sont humaines).

### Alsius
La terre gelée d'Alsius, à la frontière Nord du monde. Les nains sont venus de loin et se sont installés dans les montagnes, utilisant leur savoir technique pour s'établir dans la roche. Il se rendirent vite compte que des habitants les avaient précédés dans la région. Ces humains, réticents au premier abord, commencèrent par s'engager dans un conflit local contre les nains, avant de réaliser qu'ils avaient beaucoup en commun. Les Nordos, comme ils se nomment eux-mêmes, vivent maintenant en harmonie avec les nains.
Ils ont bâti ensemble la grande cité Montsognir, qui s'impose au milieu des montagnes et de leurs neiges éternelles, démontrant la fierté et l'honneur de ses fondateurs.

### Ignis
Après leur exil depuis Syrtis, les nécromanciens elfes commencèrent un pèlerinage qui les changerait pour toujours. Un sombre rituel obscurcit leur peau et leur donna une vision prophétique de leur nouvelle terre. Cette vision les mena à la terre d'Ignis, un désert stérile muni de volcans et de feux souterrains. C'est à cette époque que les elfes sombres et les humains se rejoignirent, échangeant la chair de leur morts pour survivre à la famine. Les humains établis en Ignis furent renommés Eskeligs, et avec l'aide des elfes sombres trouvèrent finalement leur terre promise : ils y bâtirent la cité de Korr-Tabhar. Les forces de cette communauté ont une puissante magie, due à leur savoir unique de la nécromancie.

### Syrtis
La verte forêt de Syrtis ne fut plus jamais la même après le Grand Exil et la division des elfes. Séparés de leurs frères nécromanciens, la solitude frappa le cœur des créatures magiques de la forêt et les rapprocha de leur voisins humains Alturiens. Ils les adoptèrent au sein de leur société et les traitent maintenant en égal.

Cette union amena la riche culture elfe à de nouvelles hauteurs, faisant de Syrtis la capitale culturelle du monde. Même après de longues années, la dévotion pour le prophète Lemorel peut encore être trouvée dans le cœur des elfes et des hommes, ces derniers ayant perdu le chemin de la magie et se concentrant sur leur développement à l'arc et à l'épée.

## Système de jeu

### Généralités
Le jeu se situe dans un monde virtuel persistant orienté médiéval fantastique, dans lequel le joueur choisit d'abord son royaume, puis la race et la classe de son personnage. Une fois son royaume choisi, le joueur peut créer jusqu'à trois personnages par serveur en choisissant sa race, sa classe, son sexe, son style, etc.
Le joueur peut ensuite créer des comptes dans les autres royaumes en utilisant les autres serveurs.

### Création de personnages
Regnum offre la possibilité de jouer trois classes différentes, chacune possédant deux sous-classes atteignable au niveau 10.
Mais chaque race ne peut jouer toutes les classes. Les joueurs de chaque royaume ont virtuellement les mêmes possibilités mais ils ont accès à des races différentes (et donc des stats de base différentes).
Le jeu propose trois classes et deux sous-classes par classe : guerrier (barbare et chevalier), archer (tireur et chasseur), mage (sorcier et invocateur).
Il y a cinq attributs de base :
- Force : la force augmente les dommages faits avec des armes de corps à corps et la capacité de portage du joueur.
- Intelligence : l'intelligence augmente la mana du joueur (et donc sa régénération) et les chances de résister aux sorts ennemis.
- Dextérité : la dextérité augmente les chance d'esquive et les dommages faits avec des arcs.
- Concentration : la concentration augmente les chance de toucher avec tous types d'armes et des sorts, elle augmente aussi les chances de coups critiques.
- Constitution : la constitution augmente la vie du joueur (et donc sa régénération), elle augmente aussi les chances de résister au renversement et à l'immobilisation.

### Royaume contre Royaume
À la création du personnage, l'aventure débute dans une zone protégée adaptée à la découverte du jeu. Rapidement le joueur passe dans son royaume pour continuer à évoluer dans une carte plus étendue, et avec des adversaires plus redoutables. Enfin il peut accéder à la zone de conflits accessible aux personnages des trois factions pour finir son évolution et participer aux combats pour son royaume.
Dans toutes les zones, les personnages peuvent se battre contre divers monstres, dans l'arène de leur royaume ils peuvent défier leurs amis du même royaume, et dans la zone de conflits ils peuvent combattre leurs ennemis et capturer châteaux et forteresses.
Des points sont attribués à l'issue des combats JvJ, donnant lieu à un classement sur le site officiel.
La carte des châteaux et forteresses et leur occupant actuel respectifs est aussi accessibles, donnant lieu à une compétition pour l'occupation du maximum de places fortes.
La capture d'au moins un fort et de la forteresse d'un ennemi rend la porte de leur royaume vulnérable (30 min pour un seul fort, 15 min pour les deux) si aucun fort ou château n'est repris durant ce laps de temps leur porte deviendra attaquable.
Une fois la porte cassée les ennemis peuvent rentrer dans le royaume et espérer prendre les gemmes, l'obtention des six gemmes (deux par royaume) donne la possibilité de faire un vœu au dragon donnant des bonus pour le royaume ou des malus aux autres.=

## Développement
Bien qu'initialement une inscription payante était prévue (une fois la maturité du projet atteinte), NGD Studios a décidé de changer d'optique : le jeu restera gratuit comme dans la sixième phase bêta, et en addition sera présentée une offre de contenu supplémentaire payant.
Dates importantes dans l'évolution du jeu:
- 21 février 2011 : mise en place de l'extension Warmasters.
- 24 février 2010 : ouverture du serveur français (en partenariat avec Gamigo).
- 5 août 2008 : ouverture du serveur international.
- 24 mai 2007 : fin de la phase Bêta, remise à 0 des comptes.
- 6 avril 2007 : test limité du contenu "premium" (gratuit)
- 16 février 2006 : phase bêta 6
- 4 octobre 2005 : phase bêta 4
- 5 avril 2005 : phase bêta 3
- 13 septembre 2004 : ouverture de la phase bêta de Regnum Online